# جلال (خنشله)
جلال (به عربی: جلال) یک شهرداری در الجزایر است که در استان خنشله واقع شده‌است. جلال ۳٬۶۳۷ نفر جمعیت دارد.